# キライキライけどスキッ!
キライキライけどスキッ!（きらいきらいけどすきっ!）はMROラジオ（北陸放送）で、制作・放送されていた番組である。石川県と富山県でボウリング場を運営するマンボウの一社提供。

## 概要
- 放送時間は毎週土曜日17:00 - 17:30
- 番組名にはパーソナリティであるMROの女性アナウンサー2人の名前を、ひらがなで「〜の」という形で付記している。また、キラスキという略称で呼ばれることもあり、公式サイトのページ名は同略称が使われている。
- 女性アナウンサー2人による、いわゆるガールズトークとよばれる女性ならではの世間話や、公式サイトにて募集したリスナーからのアンケート結果の発表などによって構成されている。
- 2008年10月からはオープニングの後に、当時パーソナリティだった白崎アナが男性役（あゆ夫）に扮し、酒井アナ扮する女性役とつきあっているという設定で繰り広げる、ミニドラマが放送されていた。
- 2008年12月31日16:00〜17:00（JST）放送のスペシャル番組「2008MROラジオ年末SP GOGOは本多町3丁目延長戦!」では、コーナーの1つに当番組のパーソナリティ2人が登場し、恋愛トークを繰り広げた。
- 室照美アナウンサーの退職に伴い、2013年3月30日の放送をもって終了。次番組は同一スポンサーによる『あやか・clubismガールのツンデレism』（2013年4月6日 - 2016年3月26日）→『たえこ・まなみのアンダンテカフェ』（2016年4月2日 - ）。

## 歴代パーソナリティと番組名
いずれも担当当時はMROアナウンサー
てるみ・ちあきのキライキライけどスキッ!
- 室照美
- 西尾知亜紀

あやの・てるみのキライキライけどスキッ!
- 福島彩乃
- 室照美

あゆみ・ちかのキライキライけどスキッ!
- 白崎あゆみ
- 酒井千佳（現・三桂所属のフリーアナウンサー）

ともこ・あゆみのキライキライけどスキッ!
- 前原智子
- 白崎あゆみ

ともこ・ちづるのキライキライけどスキッ!
- 前原智子
- 小野ちづる（現・HAP所属のフリーアナウンサー）